# U-EXPLORE SPACE ADVENTURES
『U-EXPLORE SPACE ADVENTURES』（ユー エクスプロー スペース アドベンチャー、原題：Affordable Space Adventures）は、デンマークのインディーゲームスタジオKnapknok GamesとスウェーデンのゲームクリエイターのNifflas（ニクラス・ニグレン）が開発し2015年4月9日に発売されたWii U用アクションアドベンチャーゲーム。日本ではレイニーフロッグより2015年11月18日に発売されている。

## 概要
商業宇宙旅行の事業を展開する作中の会社「U-Explore」が旅行者に提供する小型宇宙船「Small Craft（スモールクラフト）」を操縦し、舞台となる惑星スペクタクロン（Spectaculon）を飛行する。物語は、U-Exploreが安全性を強調していたはずのSmall Craftが惑星に不時着するところから始まり、旅行者の一人であるプレイヤーは惑星のどこかにあるというU-Exploreへの救難メッセージ送信ポッドの行方を探すことになる。
本作はWii UのコントローラであるWii Uゲームパッドの画面を宇宙船の操縦装置に見立てて様々な操作を行いながら進めていくという仕様が特徴で、後述のようにゲームデザインが評価され複数の賞を受賞している。

## システム
プレイ画面はサイドビューで描写されており、様々な仕掛けを解きつつ各エリアを順番に進んでいく構成になっている。テレビ画面に表示される宇宙船の移動はコントローラのLスティック、周辺を照らすライトの向きの変更はRスティックを用い、他の一部操作もスティックやボタンを使用するが、多くの主要操作はゲームパッドに表示された各項目をタッチすることで行う。初期段階での表示項目は限定的で、ゲームの進行状況に応じて順次解禁されていく。なお、最大3人の同時プレイに対応しており、2人以上の場合は一部操作を分担することができる。
エリア内には「遺物」と呼ばれる物体が配置されており、遺物の周囲の危険範囲に宇宙船が侵入すると基本的に撃墜され即ミスとなる。危険範囲は宇宙船のセンサー機能を使用すると可視化される。また、遺物は宇宙船が放出する音・熱・電気の3要素を感知する特性があり、ゲームパッドに表示されている3要素の計器の値を参考に関連機能の出力を低下させることで、危険範囲内であっても感知されず通過できるようになる。

## 開発
Knapknok Gamesのメンバーとニクラス・ニグレンはゲームジャムを通じて知り合った友人同士で、それぞれが開発していた『わいわい!みんなでチャレンジ』（原題：Spin the Bottle: Bumpie's Party）と『クニットアンダーグラウンド』が2013年夏の同時期に終わりを迎えたことから、一緒に何かをしようという話し合いが自然に行われた。ニグレンはかつて、巨大な特殊コントローラでロボットを操作するカプコンのXbox用ソフト『鉄騎』に触発され同様の仕組みで宇宙船のゲームを作れないか検討したもののインディー開発者として特殊コントローラを用意するのは困難だと諦めていたが、『クニットアンダーグラウンド』に取り組んでいた時期にゲームに必要なものを備えたコンソールであるWii Uが発表され、実現の可能性を見出すことに繋がった。
2015年11月12日（日本では2016年4月20日）に配信された無料アップデート「オリジン ストーリー（Origin Story）」では、収録が見送られていた5つの高難易度エリアが追加された。

## 受賞・ノミネート
- Spilprisen 2016 「Best Game Design」「Best Technical Achievement」「Game of the Year」受賞[4]
- Nordic Game Awards 2016 「Best Game Design」受賞、「Nordic Game of the Year」「Best Art」「Best Technology」ノミネート[5]